# Vincent Mangeat
Vincent Mangeat, né le 21 avril 1941 à Delémont et mort le 11 mars 2025, est un architecte suisse.

## Biographie
Vincent Mangeat est originaire de Fontenais dans le canton du Jura. Après ses études à Genève, il obtient son diplôme d'architecte en 1969 à l'École polytechnique fédérale de Lausanne (EPFL). À Paris il suit des cours de Jean Prouvé à l'École des arts et métiers.
Assistant, puis chargé de cours au département d'architecture de l'EPFL, il est nommé en 1985 professeur-assistant à l'École polytechnique fédérale de Zurich où il enseigne jusqu'à son entrée en fonction à l'EPFL, en 1990, en qualité de professeur ordinaire de projet et de théorie d'architecture. Parallèlement, il crée son propre bureau d'architecture à Nyon, dans lequel viendra notamment exercer, durant 2 ans, l'architecte Conrad Lutz, pionnier de l'architecture écologique en Suisse romande.
En 2007, il fonde, avec Jean-Gilles Décosterd, Eliane Rodel et Pierre Wahlen, l'École spéciale d'architecture de Lausanne (ESAR),.
En 2014, il sort son livres sur ses réalisations, Logos & Faber.

## Vie privée
Il est le père de l'avocat genevois Grégoire Mangeat.[réf. souhaitée]

## Affaires judiciaires
Depuis 2009, un procès oppose Jean Claude Gandur et Vincent Mangeat qui avait dirigé le chantier de la villa Gandur, à Tannay, achevée en 2006,. L'un des éléments du procès est la défaillance d'un climatiseur, qui a endommagé la collection d'œuvres anciennes.
En 2016, il perd un procès contre les propriétaires d'une villa de Givrins en Suisse qui l'avaient engagé pour en dessiner les plans. Il avait saisi la justice pour s'opposer aux modifications qu'ils voulaient y apporter et il demandait à être « protégé en sa qualité d'auteur de l'œuvre ».

## Réalisations
- 1980 : Maison Annaheim à Rossemaison, Canton du Jura, Suisse
- 1985 : Gymnase cantonal et école de commerce à Nyon, Canton de Vaud, Suisse
- 1988 : Centre communal et scolaire à Arzier-Le Muids, Canton de Vaud, Suisse
- 1989 : Maison Pandel à Chambésy, Canton de Genève, Suisse
- 1990 : Maison Ritz à Monthey, Canton du Valais, Suisse
- 1992 : Bâtiment pour SwissControl à La Dole, Canton de Vaud, Suisse
- 1998 : École de Gai-Logis à Nyon, Canton de Vaud, Suisse
- 1998 : Centre professionnel de Delémont, Canton du Jura, Suisse
- 2006 : La villa Gandur à Tannay, Canton de Vaud, Suisse[7]
- 2013 : Fondation Jan Michalski, Montricher, Canton de Vaud, Suisse[11]'[12]